# Route nationale 100a
Die N100A war eine französische Nationalstraße, die 1875 als Verbindung der N100 mit der N94 festgelegt wurde. Sie verlief im Tal der Durance und hatte eine Länge von 3 Kilometern. 1933 wurde diese zur N100C umnummeriert. Zeitgleich wurde eine neue N100A zwischen Digne-les-Bains und südlich von Seyne im Tal der Bès festgelegt, wo sie als Alternativroute zur N100 verlief. 1961 tauschte sie mit der N100 ihren Verlauf. Dies erfolgte im Zusammenhang mit dem Aufstauen des Lac de Serre-Ponçon, der neben Abschnitten der N94 und N100 auch die alte Trasse der N100A von 1875 überschwemmte. 1973 erfolgte die Abstufung der neueren Trasse zur D900A. 1974 wurde die Nummer für die neue Osttangente von Remoulins, die von der N100 zur N86 führte, verwendet. Diese wurde 1978 zur N101.